# Prorok Eliasz na pustyni (ikona z Wybut)
Prorok Eliasz na pustyni (cs. Илия Пророк в пустыне, Ilija Prorok w pustynie) – ikona powstała w kręgu pskowskiej szkoły ikonograficznej na przełomie XIII i XIV w. Pierwotnie przechowywana w cerkwi św. Eliasza w Wybutach (obwód pskowski), od 1931 należy do zbiorów moskiewskiej Galerii Tretiakowskiej. Reprezentuje typ ikon z żywotem. Jest jedną z pierwszych w sztuce rosyjskiej ikon, w których oprócz postaci świętego w polu głównym pojawia się kompozycja Deesis w polu górnym i najstarszą ikoną, w której równocześnie pojawia się Deesis i klejma.

## Historia
Czas powstania ikony szacuje się na drugą połowę-koniec XIII w. lub przełom XIII i XIV w. Wizerunek pierwotnie znajdował się w cerkwi św. Eliasza w Wybutach w pobliżu Pskowa. Po rewolucji październikowej, w latach 20. XX wieku, ikona trafiła do Centralnych Państwowych Pracowni Konserwatorskich, gdzie została poddana konserwacji. Następnie w 1931 znalazła się w zbiorach Galerii Tretiakowskiej.

## Opis
Ikonę napisano temperą na sosnowej desce.
Prorok Eliasz przedstawiony został na ikonie w momencie, gdy przebywając na pustyni wsłuchuje się w głos Boga, który wedle starotestamentowej opowieści dotarł do niego nie w silnym wietrze, a w powiewie wiatru bardzo spokojnego. Prorok, siwowłosy starzec, o twarzy barwy ochry o piaskowym odcieniu, siedzi na ziemi, wśród fioletowych, perłowoszarych i ceglanych wzgórz, ubrany w chiton i zielony himation.
W górnym polu ikony znajduje się kompozycja Deesis. W jej centralnej części widnieje Jezus Chrystus z Matką Bożą i Janem Chrzcicielem, w otoczeniu archaniołów Gabriela i Michała oraz apostołów Piotra i Pawła. 
Na obramowaniu ikony widnieją klejma ukazujące kolejne sceny z żywota proroka Eliasza:
- Anioł objawia się ojcu Eliasza, zapowiadając mu cudowne narodziny syna[1],
- Ojciec Eliasza Sawach opowiada dwóm kapłanom o cudownych objawieniach, jakie towarzyszyły narodzinom jego syna,
- Eliasz prosi Boga o zesłanie suszy za karę dla Izraelitów oddających cześć bożkom,
- Eliasz spotyka się z wdową z Sarepty,
- Eliasz spożywa wieczerzę w domu wdowy,
- Eliasz wskrzesza zmarłego syna wdowy,
- Obadiasz kłania się Eliaszowi i informuje go, że poszukuje go król Achab,
- Eliasz potępia Achaba[2].

Nie wszystkie klejma zachowały się – sceny znajdujące się pierwotnie w dolnej części obramowania ikony uległy zatarciu. Na podstawie szczątków klejm można ustalić, że przedstawiały kolejno składanie ofiar przez Eliasza i przez pogańskich kapłanów, zamordowanie przez proroka 450 kapłanów Baala, Elizeusza podążającego za Eliaszem, przejście Eliasza i Elizeusza przez Jordan. Ostatnie klejmo jest całkowicie nieczytelne. Zgodnie z żywotem Eliasza i wzorami ikon proroka z żywotem w tym miejscu powinno znajdować się wyobrażenie wstąpienia Eliasza na niebo na ognistym rydwanie. Zniszczone klejma zastąpiono postaciami innych świętych, które z kolei usunięto podczas konserwacji ikony w XX w. Sceny na klejmach przedstawione są na tle prostych motywów architektonicznych i wzgórz, dominują w nich barwy błękitna, szara, brązowa, różowawo-brązowa, ceglana, liliowa. 
Kompozycja Deesis na ikonie św. Eliasza z Wybut jest jednym z najstarszych takich przedstawień, jakie zachowały się w sztuce rosyjskiej. Jest to zarazem najstarsza znana ikona rosyjska, na której równocześnie pojawia się Deesis i klejma ze scenami z żywota, które w związku z tym nie są ustawione w typowy sposób, zgodnie z ruchem wskazówek zegara. Równoczesne napisanie na jednej ikonie klejmów i Deesis spotykane jest bardzo rzadko.